# Berteroella
Berteroella là chi thực vật có hoa trong họ Cải.